# Xiao Hong
Xiao Hong,nata Zhang Naiying (張廼瑩S), nota anche con lo pseudonimo di Qiao Yin (Heilongjiang, 2 giugno 1911 – Hong Kong, 22 gennaio 1942), è stata una scrittrice cinese.

## Biografia
Xiao Hong nacque nel Distretto di Hulan, nella provincia di Heilongjiang, il giorno della Festa delle barche drago in una famiglia di proprietari terrieri. Sua madre morì quando era piccola. Frequentò una scuola femminile ad Harbin nel 1927, dove venne a contatto con le idee progressiste del Movimento del 4 maggio e con la letteratura sia cinese che straniera.  Nel 1930 scappò a Pechino per evitare un matrimonio combinato, seguita dal suo fidanzato Wang Dianjia. Nel 1932 dopo essere rimasta incinta fu abbandonata dal suo fidanzato in un hotel di Harbin. Evitò per un pelo di essere venduta ad un bordello dal proprietario dell'hotel per oltre seicento yuan.
Disorientata, da sola e incinta, Xiao Hong chiese aiuto all'editore del giornale locale. L'editore del giornale, Xiao Jun, aveva salvato Xiao Hong durante un'alluvione del fiume Songhua. Iniziarono a vivere insieme e Xiao Hong iniziò a scrivere. Nel 1933 scrisse i racconti "Percorso" e "Tornado", e nello stesso anno insieme a Xiao Jun pubblicarono una raccolta congiunta di racconti, Bashe (Viaggio arduo).
Nel giugno 1934 la coppia si trasferì a Qingdao, dove tre mesi dopo Xiao Hong scrisse un romanzo intitolato Sheng si Chang (Il campo della vita e della morte). Il libro era un racconto avvincente delle vite torturate di diverse contadine e una delle prime opere letterarie a riflettere la vita sotto il dominio giapponese. Nella sua prefazione, Lu Xun definì l'opera "un'osservazione meticolosa di una scrittrice e una scrittura straordinaria". Nell'ottobre di quell'anno la coppia si trasferì a Shanghai. Con l'aiuto di Lu Xun, pubblicò Sheng si Chang nel 1935 con la casa editrice di Shanghai Rongguang, portando la fama di Xiao Hong nel circolo letterario modernista di Shanghai.  All'epoca Lu Xun dichiarò che Xiao Hong un giorno avrebbe superato Ding Ling come la più famosa scrittrice cinese.
Lo stesso anno, Xiao Hong e Xiao Jun completarono una raccolta di saggi autobiografici intitolata Market Street, prendendo il nome dalla strada in cui la coppia viveva ad Harbin, e dal 1935 al 1936 Xiao Hong scrisse racconti e saggi, in seguito raccolti in Shangshi Jie, Qiao e Niuche Shang. Nel 1936, per scrollarsi di dosso il suo passato, Xiao Hong si trasferì a Tokyo, dove scrisse una raccolta di saggi intitolata "La vita solitaria", una lunga serie di poesie intitolata "Granelli di sabbia", un racconto intitolato "Sul carro di buoi" e altre opere.
Nel 1938, mentre viveva a Xi’an come parte del Gruppo del Fronte Nord-Occidentale, ruppe con Xiao Jun e in seguito sposò lo scrittore Duanmu Hongliang a Wuhan.  Nel gennaio 1940 la nuova coppia si trasferì da Chongqing a Hong Kong presso Tsim Sha Tsui a Kowloon. Il suo Memorie di Lu Xun (Huiyi Lu Xun Xiansheng) fu pubblicato quello stesso anno, insieme al primo volume di una trilogia pianificata, Ma Bole, una satira sulla guerra e sul patriottismo dell'era. Mentre era a Hong Kong, Xiao Hong scrisse il suo lungo romanzo di maggior successo, Hulanhe zhuan (Racconti del fiume Hulan), basato sui suoi ricordi d'infanzia, insieme a una serie di racconti basati sulla sua infanzia, come "La primavera in una piccola città".
Morì durante il caos della guerra di Hong Kong nell'ospedale temporaneo del St. Stephen's Girls 'College il 22 gennaio 1942. Fu sepolta al crepuscolo del 25 gennaio 1942 nella Repulse Bay di Hong Kong. La sua tomba fu trasferita a Guangzhou nel 1957.

## Opere
- Bashe (跋涉, Viaggio arduo), con Xiao Jun, 1933.
- Sheng si chang (生死場, Il campo della vita e della morte), 1935.
- Huiyi Lu Xun Xiansheng (回憶魯迅先生, Memorie di Lu Xun), 1940.
- Ma Bole (馬伯樂), 1940.
- Hulanhe zhuan (呼蘭河傳, Racconti del fiume Hulan), 1942.

## Opere tradotte in inglese
- The Field of Life and Death & Tales of Hulan River, Indiana University Press, 1979. ISBN 0-253-15821-4.
- Anthology of Modern Chinese Stories and Novels, with Xiao Hong's short stories "Hands" and "Family Outsider", 1980.
- The Field of Life and Death & Tales of Hulan River, traduzione di Howard Goldblatt, Cheng & Tsui Company, Boston, 2002. ISBN 978-0-88727-392-6
- The Dyer's Daughter: Selected Stories of Xiao Hong, Chinese University Press, Hong Kong, giugno 2005. Traduzione di Howard Goldblatt ISBN 978-962-996-014-8

## Riferimenti nella cultura di massa
Un film biografico sulla vita di Xiao Hong intitolato Falling Flowers è stato distribuito nel 2012 in Cina. In seguito è stato pubblicato un ulteriore film nel 2014 dal nome The Golden Era, diretto da Ann Hui.